# Мармоти
Мармотите (Marmota) са бозайници - род гризачи от семейство катерицови (Sciuridae), включващ 14 вида, включващи групата на лалугерите (Spermophilus citellus).
За разлика от родствената катерица, мармотът и лалугерът водят наземен начин на живот.
Те спят зимен сън. Мармотите са много социални животни и най-често живеят на стада. Те комуникират помежду си чрез подсвирквания, особено когато усетят заплаха.
Някои историци твърдят, че именно мармотите, а не плъховете са били основния преносител на епидемиите от чума през Средновековието.

## Разпространение
Мармотите обитават планините на Сиера Невада или Алпите, като правят дупки в земята и живеят в тях.

## Видове
- Marmota baibacina
- Marmota bobak
- Marmota broweri
- Marmota caligata
- Marmota camtschatica
- Marmota caudata
- Marmota flaviventris
- Marmota himalayana
- Marmota marmota
- Marmota menzbieri
- Marmota monax
- Marmota olympus
- Marmota sibirica
- Marmota vancouverensis